# 沖縄県道88号屋嘉恩納線
沖縄県道88号屋嘉恩納線（おきなわけんどう88ごう やかおんなせん・主要地方道屋嘉恩納線）は沖縄県国頭郡金武町屋嘉と恩納村南恩納とを結ぶ主要地方道。

## 概要

### 区間
- 起点：国頭郡金武町字屋嘉（国道329号）
- 終点：国頭郡恩納村字南恩納（国道58号）
- 総延長：3.67km（実延長も同じ）

### 通過自治体
- 国頭郡金武町－国頭郡恩納村

### 交差する路線
- 国道329号（起点）
- 国道331号（起点、国道329号と重複）
- 沖縄自動車道（金武町屋嘉）
  - 屋嘉インターチェンジ（出入口は那覇方面のみで、許田方面は非常用）
- 国道58号（終点）
  - 恩納バイパス、恩納南バイパス

### バス
- 那覇空港リムジンバスDエリアが屋嘉インターチェンジ以北を通過するが、当路線沿線にバス停は設置されていない。

## 歴史
- 1985年（昭和60年）に国道58号の渋滞緩和策として、沖縄自動車道に屋嘉インターチェンジを新設することが決まり、そのアクセス道路として「屋嘉恩納線」を県道として整備することが決定（当時は一般県道で229号だった）。
- 1988年（昭和63年）、沖縄自動車道屋嘉インターチェンジと県道屋嘉恩納線開通。
- 1993年（平成5年）、屋嘉恩納線が主要地方道に昇格（路線番号229→88）。

## 特徴
- 恩納村の国道58号の渋滞緩和策として、国道58号からもアクセス可能な屋嘉インターチェンジが設置され、当路線はそのアクセス道路。もともと西海岸の国道58号と東海岸の国道329号を結ぶ横断道路は少ないため、屋嘉インター開通するまでは仲泊まで行き石川インターチェンジから入るか、途中で沖縄県道104号線に入り、東海岸の国道329号に回って金武インターチェンジから入るしかなく、すべて国道329号寄りにしかインターチェンジはなかった（沖縄自動車道の石川 - 許田間は元々国道329号のバイパス的機能をもった自動車専用道路で開通したため）。したがって屋嘉インターチェンジの開通で国道58号からもわざわざ329号に抜けなくても高速道路に入れるようになった。このインターチェンジは58号からアクセスのためのインターチェンジで、当路線はそのつなぎの道路といえる。主要地方道に指定されているが、これは高速道路インターチェンジにアクセスするための道路なため指定したといえる。だから沖縄県内の主要地方道ではもっとも短い路線である。ただし屋嘉インターチェンジはハーフインター（石川インター方面の出入口のみ）である
- 短い路線でありながら沖縄島の背骨ともいえる山間を走るため、金武町と恩納村の町村境付近には屋嘉トンネルがある。